# Ajos Pawlos
Ajos Pawlos (gr. Άγιος Παύλος) – wieś w Republice Cypryjskiej, w dystrykcie Limassol. W 2011 roku liczyła 135 mieszkańców.